# Колбеки
Ко́лбеки — деревня в Борском сельском поселении Бокситогорского района Ленинградской области.

## Название
Название происходит от имени одной из норманнских групп (колбяги), осевшей в этих местах.

## История
Деревня Колбега упоминается на карте Санкт-Петербургской губернии 1792 года, А. М. Вильбрехта. 
Деревня Большая Гора, состоящая из 23 крестьянских дворов и Погост Климентовской Колбежский обозначены на специальной карте западной части России Ф. Ф. Шуберта 1844 года.
Рядом располагалась усадьба «Переходы», принадлежавшая генерал-лейтенанту инженерных войск В. Д. Кренке.

БОЛЬШАЯ ГОРА — деревня Большегорского общества, прихода Колбицкого погоста. Река Воложба.

Крестьянских дворов — 14. Строений — 44, в том числе жилых — 23. 

Число жителей по семейным спискам 1879 г.: 37 м. п., 48 ж. п.; по приходским сведениям 1879 г.: 37 м. п., 39 ж. п.

ЗАРУЧЕВЬЕ (БОЛЬШАЯ ГОРА, ГОРА) — деревня Большегорского общества, прихода Колбицкого погоста. 

Крестьянских дворов — 5. Строений — 16, в том числе жилых — 9. 

Число жителей по семейным спискам 1879 г.: 15 м. п., 15 ж. п.; по приходским сведениям 1879 г.: 11 м. п., 17 ж. п.

КОЛБИЦКИЙ — погост и ПОПОВ-ДВОР — посёлок при нём. Река Воложба. Школа и мелочная лавка.

Крестьянских дворов — нет. Строений — 21, в том числе жилых — 6. Число жителей по приходским сведениям 1879 г.: 9 м. п., 14 ж. п.

ПЕРЕХОД — усадьба Большегорского общества. Река Воложба.

Крестьянских дворов — нет. Строений — 21, в том числе жилых — 3. Число жителей по приходским сведениям 1879 г.: 2 м. п., 2 ж. п.

Сборник Центрального статистического комитета описывал её так:

БОЛЬШАЯ ГОРА (ЗАРУЧЕВЬЕ) — деревня бывшая владельческая при реке Воложбе, дворов — 18, жителей — 99; (1885 год)

В конце XIX — начале XX века деревня административно относилась к Большегорской волости 3-го земского участка 1-го стана Тихвинского уезда Новгородской губернии.

КОЛБЕКИ — волостное правление Носовского общества, дворов — 1, жилых домов — 2, число жителей: 5 м. п., 6 ж. п.

Занятия жителей — служба. Реки Воложба и Никомля. Волостное правление, ссудно-сберегательное товарищество, библиотека, смежно с погостом Колбецким.

КОЛБЕКИ — участок министерства народного просвещения Золотовского общества, дворов — 1, жилых домов — 2, число жителей: 3 м. п., 7 ж. п.

Занятия жителей — учительство. Река Воложба. Училище министерства народного просвещения, сельскохозяйственное общество, отделение сельхозсклада.

КОЛБЕКИ — Колбицкий погост на церковной земле, дворов — 1, жилых домов — 1, число жителей: 1 м. п., 3 ж. п.

Занятия жителей — церковная служба. Река Воложба. Церковь, церковно-приходская школа, больница, смежен с деревней Большая Гора. 

БОЛЬШАЯ ГОРА — деревня Большегорского общества, дворов — 18, жилых домов — 31, число жителей: 43 м. п., 52 ж. п.

Занятия жителей — земледелие, лесные промыслы. Реки Воложба и Никомля. Часовня, квартира урядника, 2 мелочные лавки, смежна с погостом Колбеки. 

ПЕРЕХОДЫ — усадьба Е. А. Кренке, дворов — 1, жилых домов — 4, число жителей: 1 м. п., 6 ж. п.

Занятия жителей — земледелие. Река Воложба. (1910 год)

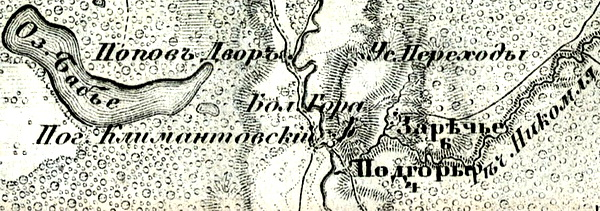
Деревня Колбеки на карте 1913 года

Согласно карте Новгородской губернии 1913 года, на месте современной деревни Колбеки находились: деревня Заречье из 6 дворов, деревня Подгорье из 4 дворов, Погост Климантовский с церковью, усадьба Переходы и усадьба Большая Гора.
С 1917 по 1918 год деревня Колбеки входила в состав Большегорской волости Тихвинского уезда Новгородской губернии.
С 1918 года, в составе Череповецкой губернии.
С 1927 года, в составе Колбекского сельсовета Тихвинского района.
С 1928 года, в составе Большегорского сельсовета. В 1928 году население деревни составляло 100 человек.
По данным 1933 года деревня Большая Гора являлась административным центром Больше-Горского сельсовета Тихвинского района, в который входили 18 населённых пунктов: деревни Березовики, Большая Гора, Большое Болото, Дороховая, Золотово, Максимова Гора, Малое Болото, Мошня, Носово, Овинец, Паньково, Селище, Славково; село Бочево; выселки Бочево, Носово, Попов Двор, Посельницы, общей численностью населения 2868 человек.
По данным 1936 года в состав Большегорского сельсовета входили 14 населённых пунктов, 496 хозяйств и 14 колхозов.
С 1952 года, в составе Бокситогорского района.
С 1963 года, вновь в составе Тихвинского района.
С 1965 года вновь в составе Бокситогорского района. В 1965 году население деревни составляло 30 человек.
По данным 1966 года деревня Колбеки являлась административным центром Большегорского сельсовета.
По данным 1973 и 1990 годов деревня Колбеки входила в состав Борского сельсовета.
В 1997 году в деревне Колбеки Борской волости проживали 125 человек, в 2002 году — 107 человек (русские — 75 %).
В 2007 году в деревне Колбеки Борского СП проживали 106 человек, в 2010 году — 99.

## География
Деревня расположена в юго-западной части района на автодороге 41К-034 (Пикалёво — Струги — Колбеки).
Расстояние до административного центра поселения — 16 км.
Расстояние до районного центра — 19 км. 
Деревня находится на правом берегу реки Воложба у места впадения в неё Шагарова ручья, а в него — ручья Никомля.

## Демография
| 1997 | 2002 | 2007 | 2010 | 2013 | 2014 | 2017 |
| ---- | ---- | ---- | ---- | ---- | ---- | ---- |
| 125  | ↘107 | ↘106 | ↘99  | ↘93  | ↗94  | ↘93  |

## Инфраструктура
На 2017 год в деревне было зарегистрировано 47 домохозяйств.

## Достопримечательности
- Церковь во имя Покрова Пресвятой Богородицы. Первая деревянная церковь была построена здесь до 1582 года. Каменный храм с приделами святителя Николая и священномученика Климента был возведён в 1834 году. Здание церкви сохранилось в перестроенном виде[26].
- Памятник В. Д. Кренке[2].
- Погребения XII—XIII веков[2].